# Ivica Matković
 Ovo je glavno značenje pojma Ivica Matković. Za druga značenja pogledajte Ivica Matković (razdvojba).
Ivan Matković (Split, 12. listopada 1953.) je bivši hrvatski nogometni igrač i trener.

## Igračka karijera
Igrao je u Hajduku iz Splita 1970-ih. Skrenuo je pažnju na sebe već kao pionir. Kasnije je bio okosnica Ivićevih dječaka koji su nekoliko godina dominirali u mlađim kategorijama po cijeloj zemlji. Za prvu momčad Hajduka zaigrao je vrlo mlad, kad je sa 17,5 godina ušao kao zamjena na prvenstvenoj utakmici protiv Dinama 17.4.1971. u Splitu (3:1 za Hajduk).
Nakon što je dvije godine proveo uz prvu momčad Hajduka, zabilježivši 5 prvenstvenih nastupa, skupa s Mijačem biva posuđen Rijeci za sezonu 1972/73. Potom, kad je Ivić na mjestu trenera zamijenio Zebeca, vraća se u Hajduk, kao velika nada upravo nastupajuće "zlatne generacije". Svojim igrama po pravilu opravdava očekivanja da će se vrlo brzo razviti u opasnog napadača. Glavni mu je konkurent za mjesto u početnoj postavi druga "mlada nada" - Slaviša Žungul. Međutim, tijekom ljetnih priprema za predstojeće prvenstvo, u kojem se, prema odličnim igrama u pripremnim utakmicama, očekivala njegova puna afirmacija, na jednom treningu 29.7.1974. dogodio mu se tragičan incident koji mu je obilježio karijeru. U jednom sudaru s Ivanom Buljanom, koji mu je bio vjenčani kum (jer se oženio vrlo mlad, netom prije tog događaja, a uskoro dobio i sina), slomio je fibulu lijeve noge, uz pucanje ligamenata. Buljan je psihološki vrlo teško podnio taj incident i svakodnevno ga posjećivao u bolnici. Čak je bio pustio dugu bradu, za koju se zarekao da je neće obrijati sve dok se Matković ne vrati na teren i po kojoj je postao prepoznatljiv.
Nakon duge pauze Matković se konačno vratio na teren, ali, više nije igrao na pređašnjoj razini. (S druge strane, kod samog Buljana, trauma koju je proživio dovela je do psiholoških promjena koje su pozitivno utjecale na njegovu vlastitu daljnju karijeru, jer je na taj bolan način ostvario ljudsku, a potom i igračku zrelost.) To je bilo razdoblje kad je u Hajduku igrao veliki broj vrhunskih asova, ne samo pripadnici početnog sastava, nego i najuži krug rezervi. Igraču koji jednom ispadne iz tog kruga bilo je jako teško vratiti se, pa je Matković prešao u nižerazredni Nogometni klub Solin. Taj je klub koncem 70-tih igrao odlično. Redovito se borio za vrh u Hrvatskoj republičkoj ligi – "Jug" (treći rang natjecanja u ondašnjoj Jugoslaviji), pa je u sezoni 1977./78. osvojio prvo mjesto (potom nije bio uspješan u kvalifikacijama za ulazak u ondašnju Drugu saveznu Ligu, u koju će ući tri godine kasnije). Dobre igre Solina privukle su pažnju uprave Hajduka, te su doveli nekoliko njegovih igrača, uključujući i bivše igrače Hajduka, među kojima i Matkovića. Tako se Matković još jednom vratio u Hajduk, u kojem je, kao igrač proveo dvije naredne sezone, ali bez značajnijeg učinka. U te dvije godine odigrao je samo 5 prvenstvenih utakmica, bez postignutog gola.

## Trenerska karijera
Bio je trenerom Hajduka iz Splita, a radio je i u Nogometnom klubu Zadar.
U Iranu je vodio Persepolisa iz Teherana.
Statistika u Hajduku
| Natjecanje        | Nastupi | Zgoditci |
| ----------------- | ------- | -------- |
| Prvenstvo         | 33      | 4        |
| Kup               | 1       | 0        |
| Superkup          | 0       | 0        |
| Međunarodne       | 0       | 0        |
| Splitski podsavez | 0       | 0        |
| Ukupno            | 34      | 4        |
| Prijateljske      | 56      | 26       |
| Sveukupno         | 90      | 30       |